# إنتر ميلان موسم 2002–03
كان موسم 2002–03 هو الموسم الرابع والتسعين لنادي إنتر ميلان على التوالي والموسم السابع والثمانين على التوالي في الدوري الإيطالي لكرة القدم. واحتل الفريق المركز الثاني في الدوري الإيطالي ووصل إلى الدور نصف النهائي من دوري أبطال أوروبا. وكان كريستيان فييري هو أفضل هداف.